# شرکت تجهیزات کلایتون
شرکت تجهیزات کلایتون (انگلیسی: Clayton Equipment Company) شرکت لوکوموتیوسازی بریتانیایی است، که در سال ۱۹۳۱ تأسیس شد.